# Miss Globo Santa Catarina
Miss Globo Santa Catarina, é um concurso de beleza que elege a representante do Estado de Santa Catarina para o concurso Miss Brasil Globo.  O estado catarinense é coordenado pelo empresário Luiz Bozzano. 
Hoje em dia uma Miss tem a finalidade de valorizar nossas raízes por meio da divulgação da beleza e feminilidade dos estados, bem como sua cultura e tradição por isso umas das provas do concurso Miss Brasil é a escolha do melhor traje típico, que tem como objetivo engrandecer e divulgar a cultura dos estados que participam do evento.

## Ultimas Vencedoras
Atualmente a representante catarinense é escolhida no concurso Miss Santa Catarina CEB. Abaixo se encontram apenas as últimas vencedoras do certame:
| Ano     | Candidata            | Cidade             | Fonte  |
| 2022    | Giovana Rodrigues    | São João Batista   |        |
| 2020/21 | Tainá Wagner         | Itapiranga         | [ 1 ]  |
| 2019    | Loren da Cruz        | Laguna             | [ 2 ]  |
| 2018    | Caroline Delfes      | Joinville          | [ 3 ]  |
| 2017    | Nathalia Silva       | Florianópolis      | [ 4 ]  |
| 2016    | Anna Moura           | Joinville          | [ 5 ]  |
| 2015    | Daniela Magalhães    | Balneário Camboriú | [ 6 ]  |
| 2014    | Amanda Benvenutti 👑 | Brusque            | [ 7 ]  |
| 2013    | Kimberly Maciel      | Videira            | [ 8 ]  |
| 2012    | Emanuelle Pamplona   | Gaspar             | [ 9 ]  |
| 2011    | Liliana Neppel       | Ireneópolis        | [ 10 ] |

## Classificação no Miss Brasil Globo
| Ano     | Candidata               | Cidade                    | Colocação                                | Coordenação      |
| 2022    | Giovana Rodrigues       | São João Batista          |                                          | Luiz Bozzano     |
| 2020/21 | Tainá Wagner            | Itapiranga                |                                          | Milano Produções |
| 2019    | Loren da Cruz           | Laguna                    |                                          | Luiz Bozzano     |
| 2018    | Caroline Delfes         | Joinville                 |                                          |                  |
| 2017    | Nathalia Silva          | Florianópolis             | Semifinalista                            |                  |
| 2016    | Anna Moura              | Joinville                 | Finalista                                |                  |
| 2015    | Daniela Magalhães       | Balneário Camboriú        |                                          | Luiz Bozzano     |
| 2014    | Amanda Benvenutti 👑    | Brusque                   | Vencedora                                | Luiz Bozzano     |
| 2013    | Kimberly Maciel         | Videira                   | Semifinalista                            | Luiz Bozzano     |
| 2012    | Emanuelle Pamplona      | Gaspar                    | 3ª Colocada                              | Luiz Bozzano     |
| 2011    | Liliana Neppel          | Ireneópolis               | Semifinalista/Miss Elegância Brasil 2011 | Luiz Bozzano     |
| 2010    | Thais Silva da Maia     | Joinville                 |                                          |                  |
| 2009    | Jeniffer Valerio        | Lauro Muller              | Destaque Miss Brasil 2009                |                  |
| 2008    | Roseane Moreira         | Videira                   | Semifinalista                            |                  |
| 2007    | Monique Torresan        | Caçador                   | Semifinalista                            |                  |
| 2006    | Franciele Weinheimer 👑 | Chapecó                   | Vencedora                                |                  |
| 2005    | Viviane Cristina Souza  | São Francisco do Sul      |                                          |                  |
| 2004    | Roberta de Oliveira     | Itapema                   | Semifinalista/Miss Fotogenia Brasil 2004 |                  |
| 2003    | Samira Furlanetto       | Laguna                    | Semifinalista                            |                  |
| 2002    | Bianca Freitas          | Santo Amaro da Imperatriz |                                          |                  |
| 2001    | Vanessa Silva           | Timbó                     |                                          |                  |
| 2000    | Larissa Zanella         | Itajaí                    | Semifinalista                            |                  |
| 1999    | Michele Gonçalves Souza | Florianópolis             | Vice                                     |                  |
| 1998    | Bárbara Gieseler        | Florianópolis             | Vice                                     |                  |
| 1997    | Maxine Rodrigues 👑     | Blumenau                  | Vencedora                                |                  |
| 1996    | Rafaela Linhares 👑     | Florianópolis             | Vencedora                                |                  |
| 1995    | Silvia Fugazza 👑       | Itapema                   | Vencedora                                |                  |
| 1994    | Fabiana Fontanella      | Balneário Camboriú        | Semifinalista                            |                  |

## Participação no Miss Globe Internacional
| Ano  | Candidata            | Colocação              | Premiações Especiais |
| 2014 | Amanda Benvenutti    | Semifinalista (Top 10) | Miss Fotogenia       |
| 2006 | Franciele Weinheimer | Semifinalista (Top 10) | Melhor Traje Típico  |
| 1997 | Maxine Nascimento    | Semifinalista (Top 12) | Melhor Traje Típico  |
| 1996 | Rafaela Linhares     | Semifinalista (Top 12) |                      |
| 1995 | Silmara Fugazza      | Semifinalista (Top 12) | Miss Elegância       |

## Premiações Especiais
Miss Fotogenia: Amanda Benvenutti (2014)
Miss Elegância: Sílvia Silmara Fugazza (1995)
Melhor Traje Típico: Maxine do Nascimento (1997) e Franciele Weinhëimer (2006) 